# Pere Sala i Segalés
Pere Sala i Segalés (Barcelona, 18 de març de 1920 - Barcelona, 30 de novembre de 2011) fou un futbolista català de la dècada de 1940.

## Trajectòria
Va començar a jugar a la Penya Serós de Granollers, passant a continuació a l'equip amateur de l'EC Granollers. El CE Europa i el FC Barcelona es van interessar en ell i arribà a jugar alguns partits de prova. Fou cridat a files, passant a l'exèrcit nacional durant la Guerra Civil. Durant aquests anys va jugar a l'Aviación Nacional de Saragossa. Un cop finalitzà la guerra retornà al Granollers, i la temporada 1940-41 fou incorporat pel RCD Espanyol. No disposà de gaire minuts, perquè competia a la porteria amb grans figures com Josep Trias o Albert Martorell i la temporada següent retornà al Granollers, club on romangué fins a 1944.